# High Noon: The Clock Strikes Noon Again
High Noon: The Clock Strikes Noon Again es una película western de 1966 producida por Robert Enders. Es la segunda entrega de la franquicia High Noon y la secuela de la película High Noon. Está protagonizada por Peter Fonda y Katy Jurado. Su lanzamiento fue exclusivamente en Estados Unidos.

## Argumento
Años después de que su padre librara al pueblo de Frank Miller y su pandilla, Will Kane, Jr., llega a Hadleyville en el tren del mediodía. Su padre, el mariscal Will Kane, acaba de ser asesinado por los hijos de Frank Miller, que esperaron veinte años su venganza. Kane, Jr., llega a Hadleyville para encontrar a los asesinos de su padre. Conoce a Helen Ramírez, quien lo insta a irse y le da una de las viejas armas de fuego de su padre para protegerse. Ramírez le advierte a Kane que hay fuerzas políticas más grandes trabajando en el estado y que la situación es desesperada. Kane, Jr., se hace amigo del mariscal del pueblo Tom Norris y su hija, Leslie, y ayuda a Norris a lidiar con los forajidos locales. Norris le da a Kane la placa vieja de su padre. Will Kane, Jr. decide quedarse en Hadleyville para esperar a los hijos de Miller y luchar por la justicia.

## Reparto
| Actor       | Personaje      |
| ----------- | -------------- |
| Peter Fonda | Will Kane, Jr. |
| Katy Jurado | Helen Ramirez  |